# Vilaja
A Vilaja egy alacsony hegység Horvátországban, Dalmácia területén. A Dinári-hegység része. 

## Fekvése
Trogirtól 10 km-re északnyugatra fekszik. A D58 (Ražine - Vrpolje - Boraja - Seget Gornji - Trogir) út az északi hegyalján, a D8 (Primošten - Kruševo - Trogir) út pedig a déli hegyalján vezet. A hegység átszeli Šibenik-Knin és Split-Dalmácia megye határát.

## Leírása
A Vilaja a Dinári-hegység zömével egyirányban, északnyugat-délkeleti irányban húzódik. Csúcsai (nyugatról keletre): a Bulina greda (648 m), a Metlica (719 m), a Crni vrh (739 m) és a Sirišćak (705 m). A Crni vrh tetején található egy oszloppal jelölt háromszögelési pont.
A hegység mészkőből épül fel. Felszínén a karsztos domborzat uralkodik: alacsony karsztterületek és száraz völgyek, amelyeket parti macchia és ritkás erdő tarkít. A napos lejtőkön szőlőt (főként babićot) termesztenek.
A hegységet legkönnyebben Prapatnice faluból lehet megközelíteni, amely a borajai út mentén található. Fentről érdekes kilátás nyílik a Dinara, a Svilaj, a Kamešnica, a Biokovo, a Mosor, a Kozjak, az Opor és a Labištica hegységekre és a lábánál fekvő festői zagorai falvakra, délen Bristivicára, keleten Prapatnicára és északon Ljubitovicára. Nyugaton a Vilaja a Boraja lejtőiben folytatódik, a keleti oldalon pedig az út választja el a Labištica tetejétől (701 m), amelyet a tévéadóról lehet felismerni, míg a déli lejtők a Trogiri-öböl partja felé ereszkednek.